# Pollux: Le Manège enchanté
Pollux: Le Manège enchanté (en francés) o The Magic Roundabout (en inglés) es una película animada franco-británica de 2005 protagonizada en francés por las voces de Vanessa Paradis, Valérie Lemercier y Henri Salvador; y en inglés por las de Kylie Minogue, Joanna Lumley y Robbie Williams. Su título se tradujo al español como Dougal y el tiovivo mágico en Venezuela y el resto de Hispanoamérica y como El tiovivo mágico en España. Fue realizada en el estudio de animación Action Synthèse, inspirada en la añorada serie animada clásica Le Manège enchanté (El tiovivo mágico), creada por Serge Danot en 1964.
En los Estados Unidos se estrenó con el título de Doogal, nombre en inglés del perro protagonista, y con las voces en inglés reemplazadas con un doblaje nuevo; por ejemplo por Whoopi Goldberg en lugar de Lumley o Daniel Tay en el papel de Doogal, originalmente de Robbie Williams.

## Trama
Zebedee, un mago que parece un muñeco de sorpresa, tiene una pesadilla sobre su contraparte malvada, Zeebad. Dougal, el perro skye terrier holgazán, descarado y bien intencionado, coloca un clavo en la carretera para reventar la rueda de un carrito de dulces, con la intención de mordisquearlo él mismo. Después de que el conductor va en busca de ayuda para areglar el vehículo, Dougal choca accidentalmente el carrito contra el carrusel mágico del pueblo. Zeebad emerge del techo y se va volando, seguido por un animatronic de la Guardia de Infantería que es arrojado fuera del carrusel a medida que se congela, atrapando al reparador Mr. Rusty, la joven dueña de Dougal, Florence, y otros dos niños llamados Coral y Basil dentro de una prisión helada.
Horrorizados, Dougal, Brian, el caracol cínico, Ermintrude, la vaca que canta ópera, y Dylan, el conejo hippie, piden ayuda a Zebedee. Él explica que la rotonda era una prisión mística para Zeebad. Con la máquina dañada, Zeebad es libre de volver a trabajar su magia en el mundo como lo hizo antes al iniciar la Edad de Hielo. La única forma de evitar que Zeebad congele el mundo es recuperando tres diamantes encantados (uno de los cuales se supone que está escondido en la rotonda, mientras que los otros dos están escondidos en lugares separados mucho más allá de la aldea). Colocar los diamantes en la rotonda volverá a encarcelar a Zeebad y revertirá su magia, pero si Zeebad los recupera primero, los usará para congelar el Sol. Zebedee envía a Dougal y sus amigos a bordo de Train, una locomotora mágica, para cumplir esta misión. Mientras tanto, Zeebad se estrella después de escapar de la rotonda y anima al animatrónico de la Guardia de Infantería, Soldier Sam, para ayudarlo a encontrar los diamantes. Esa noche, después de que la pandilla acampe en las montañas, Dougal, mientras se queda afuera como perro guardián, se aleja del campamento y es secuestrado por Zeebad. Un alce lleva a la banda a la guarida de Zeebad, donde Ermintrude rescata a Dougal de su prisión. Zebedee llega para batirse a duelo con Zeebad, pero es derrotado y Zeebad lo congela y hace que el acantilado en el que se encuentra se derrumbe, lo que hace que caiga al abismo.
De luto por Zebedee, Dougal y sus amigos se embarcan para recuperar los diamantes, respectivamente, de un volcán rodeado de lava y un antiguo templo lleno de guardias esqueletos malvados, pero Zeebad se lleva ambos diamantes, lo que deja la única esperanza de detener a Zeebad es regresar a la rotonda antes que Zeebad. La banda a bordo de Train es perseguida por Zeebad en una locomotora similar a un taladro, pero se estrellan contra una parada de amortiguación, lo que los hace volar antes de estrellarse en la nieve, hiriendo a Train en el proceso, lo que los obliga a dejar a Train atrás y regresar a la aldea a pie a través del páramo árido y nevado en el que ahora se está congelando el mundo. Zeebad, después de haber abandonado a Sam para que muera herido en la nieve, llega antes que la pandilla a la aldea ahora congelada, pero no puede encontrar el tercer diamante. Sam llega en el alce, habiendo comprendido que su verdadero deber es proteger la rotonda de Zeebad, e intenta luchar contra Zeebad, pero es derrotado rápidamente. Al enterarse de que Sam era parte de la rotonda, Zeebad descubre que el tercer diamante está escondido dentro de Sam y se lo quita, acabando con la vida de Sam.
Zeebad comienza a congelar el Sol con los tres diamantes. Sin embargo, la pandilla finalmente llega a la aldea, recupera los diamantes y los coloca en sus lugares en la rotonda hasta que queda el tercer diamante. Aunque Zeebad lo roba y aparentemente asegura su victoria, la oportuna llegada de un Tren curado deja el diamante fuera del alcance de Zeebad, lo que le da a Dougal la oportunidad de colocarlo en la ranura final de la rotonda y al mismo tiempo redimirse. Zeebad es entonces encarcelado nuevamente mientras el mundo, junto con el Sol, se descongela de nuevo a la normalidad. Se revela que Zebedee sobrevivió y se reúne con sus amigos.
Mientras los que estaban atrapados en la rotonda son liberados, Dougal revive a Florence, que se encuentra en estado de coma. Mientras todos dan un paseo en la rotonda restaurada, descubren que todavía no funciona porque Sam está sin vida. Zebedee restaura a Sam, lo devuelve a su forma inanimada y lo devuelve a la rotonda, que funciona nuevamente. Dougal ahora se da cuenta del verdadero valor de sus amigos y de las buenas cualidades de la abnegación, el coraje y la humildad.

## Reparto
| - Vanessa Paradis: Margotte - Valérie Lemercier: Azalée - Henri Salvador: Pollux - Dany Boon: Ambroise - Élie Semoun: Zébulon - Eddy Mitchell: Flappy - Michel Galabru: Zabadie - Gérard Jugnot: Sam, el soldado de plomo | - Kylie Minogue: Florence (Margotte) - Joanna Lumley: Ermintrude (Azalée) - Robbie Williams: Doogal (Pollux) - Jim Broadbent: Brian (Ambroise) - Bill Nighy: Dylan (Flappy) - Ian McKellen: Zebedee (Zébulon) - Tom Baker: Zeebad (Zabadie) - Ray Winstone: Soldier Sam (Sam) | - Carmen Olarte: Florence (Margotte) - Astrid Fernández: Ermintrude (Azalée) - Carlos Arraiz: Dougal (Pollux) - Alí Rondón: Brian (Ambroise) - Antonio Delli: Dylan (Flappy) - Framk Maneiro: Zebedee (Zébulon) - Rubén León: Zeebad (Zabadie) - Alberto Arvelo: Sam el soldado (Sam) | - Kylie Minogue: Florence (Margotte) - Whoopi Goldberg: Ermintrude (Azalée) - Daniel Tay: Dougal (Pollux) - William H. Macy: Brian (Ambroise) - Jimmy Fallon: Dylan (Flappy) - Ian McKellen: Zebedee (Zébulon) - Jon Stewart: Zeebad (Zabadie) - Bill Hader: Soldier Sam (Sam) | - Cristina Hernández: Florence (Margotte) - Loretta Santini: Ermintrude (Azalée) - Memo Aponte: Dougal (Pollux) - Arturo Mercado: Brian (Ambroise) - Mario Filio: Dylan (Flappy) - Sebastián Llapur: Zebedee (Zébulon) - Gerardo Vasquéz: Zeebad (Zabadie) - César Izaguirre: Sam el soldado (Sam) |

## Recepción
En Rotten Tomatoes, la versión británica de la película recibió una puntuación total del 60% en base a cinco reseñas (tres positivas y dos negativas) con una puntuación media de 5,14/10. Joe Utichi de FilmFocus escribió: "A pesar de su innegable promesa, esta versión de The Magic Roundabout es simplemente desastrosa en su ejecución". Stella Papamichael de BBC Online afirmó que "la historia no es inherentemente divertida, relevante o convincente. Esencialmente es demasiado 'estúpida', pasando por alto trágicamente el subtexto desfachatado de los años 60 del programa de televisión original y minando su valor nostálgico". Time Out escribió: "La historia está claramente dirigida a la fraternidad de los Teletubbies, quienes nunca cuestionarían un escenario tan ridículo como este... de acuerdo, el nivel de animación por computadora no es exactamente de última generación, pero ciertamente es lo suficientemente florido como para cautivar a niños de cinco años poco exigentes... Robbie Williams y el conejo fumeta de Bill Nighy ayudan a transformar lo que debería haber sido un fiasco insoportable en un regalo, aunque olvidable, para niños pequeños. Y solo para niños pequeños". William Thomas de Empire escribió: "esta versión es mucho más aguda e intenta un poco de grandilocuencia de acción y aventuras al estilo de Hollywood, pero funciona tanto como un viaje al pasado como una película entretenida para niños (muy) pequeños".

## Doogal (Estados Unidos)
Según informó William H. Macy, Harvey Weinstein vio la versión original de The Magic Roundabout y decidió producir una versión localizada en Estados Unidos. El 24 de febrero de 2006, la película se estrenó en Estados Unidos con el título Doogal y fue distribuida por The Weinstein Company. La mayoría del trabajo de voz del elenco británico fue doblado por celebridades estadounidenses como Chevy Chase (Train), Jimmy Fallon (Dylan), Whoopi Goldberg (Ermintrude), Macy (Brian) y Jon Stewart (Zeebad). El actor infantil Daniel Tay interpreta al personaje principal en el doblaje de Estados Unidos. La adaptación del guion estadounidense estuvo a cargo de Butch Hartman; el guion original fue revisado en gran medida mediante la adición de numerosas referencias a la cultura popular, así como el chiste ocasional sobre pedos. Hartman más tarde afirmaría que la mayor parte de su aportación fue reescrita y regrabada, y que en la película final "yo tuve quizás un 3% que ver".
Solo quedaron dos voces originales, las de Kylie Minogue e Ian McKellen. Sin embargo, Minogue volvió a grabar sus propios diálogos pero ahora con acento estadounidense. La versión de Estados Unidos también cuenta con Kevin Smith como la voz de Moose, que originalmente era un personaje que no hablaba, y agrega una narración de Judi Dench.

### Recepción
A diferencia de su versión doblada del Reino Unido, la película recibió críticas abrumadoramente negativas por parte de los críticos profesionales de cine y el público casual. En Rotten Tomatoes, recibió una puntuación global del 8% basada en 49 reseñas. El consenso indica: "Sobrecargada de referencias a la cultura pop, pero carente de personajes y trama convincentes, Doogal es demasiado simplona incluso para los niñitos". Tiene una puntuación de 23 sobre 100 ("generalmente desfavorable") en Metacritic, y una calificación F de parte de Entertainment Weekly que escribió al respecto que "los niños muy pequeños deberían estar enojados... ¿dónde está escrito que los niños de 4 años no merecen una buena historia, personajes decentes y un mínimo de coherencia?". Se ubicó en el puesto número cinco de la lista de lo "Peor de 2006" de Ebert & Roeper. Screen Rant la clasificó en el puesto número 1 de su lista de las "doce peores películas animadas jamás realizadas".
Roger Moore, del periódico Orlando Sentinel, la describió como "fácilmente la peor película para niños desde Spy Kids 3-D, una confusa y borrosa historia de búsqueda mágica basada en un antiguo programa de TV británico de animación stop-motion". Christy Lemire, de Associated Press, la describió como "la película animada para niños más floja y desalentadora jamás realizada". Randy Miller, de DVD Talk, dijo que: "Doogal es, después de todo, una de las peores excusas para una película para niños durante este o cualquier año... Llena hasta el borde de referencias a la cultura pop y otros chistes similares que serán aún menos divertidos dentro de unos años, es como Shrek sin la pizca de encanto y sorpresa ocasional".
Michael Phillips, del periódico Chicago Tribune, describió la película como "ochenta y cinco minutos que nunca recuperarás" y también la puso en su lista de las peores de 2006. Frank Scheck, de The Hollywood Reporter, escribió: "La animación de fotogramas clave, basada en modelos tridimensionales, es rudimentaria y ninguno de los personajes resulta visualmente atractivo". Ned Martel, del periódico The New York Times, escribió: "En Doogal, poner el mundo en su sitio de nuevo implica una búsqueda de tres diamantes con un ritmo desfavorable, chistes variados que no dan resultado y una confrontación climática atrevida e incoherente".
El público encuestado por CinemaScore le dio a la película una calificación promedio de "B−" en una escala de A+ hasta F.

## Secuela cancelada
Antes de que se estrenara la película, se anunció que se estaba desarrollando una secuela de The Magic Roundabout, y se esperaba que el elenco de voces repitiera sus papeles. Sin embargo, el estudio Action Synthèse cerró sus puertas en 2013, poniendo fin de manera efectiva a cualquier posibilidad de que se hiciera una secuela.